# Ricardo Bak Gordon
Ricardo Bak Gordon (n. Lisboa, 1967) é um arquitecto português.  
Dá aulas no Instituto Superior Técnico. 

## Obras
- 1995–1997: Residência da Embaixada de Portugal em Brasília[2]
- 2003–2010: Casas Santa Isabel, Lisboa
- 2004–2005: Remodelação da sinagoga Shaaré Tikva[3]
- 2007–2010: Escola Garcia de Orta, Porto
- 2008: Pavilhão de Portugal na Exposição Internacional de 2008 em Saragoça.[1]
- 2008–2015: Museu Nacional dos Coches em colaboração com o arquiteto brasileiro Paulo Mendes da Rocha
- 2009–2010: Lagar de azeite Oliveira da Serra, Ferreira do Alentejo
- 2016–2021: Casa azul, Grândola
- 2019: Costa do Castelo 58, Lisboa (Menção Honrosa do Prémio Valmor de 2018, atribuído em 2024)[4]

## Prémios
- Prémio FAD de Arquitectura 2011[1]
- Prémio AICA 2018[5]
- Menção Honrosa do Prémio Valmor 2019, atribuído em 2024 - Costa do Castelo 58, Lisboa[6]